# Grutas de Juxtlahuaca
Las grutas de Juxtlahuaca se localizan en el estado de Guerrero (sur de la República Mexicana). Se trata de un sitio arqueológico que alberga pinturas rupestres relacionadas con la iconografía olmeca. Junto con la cueva de Oxtotitlán, localizada también en el área guerrerense, las grutas de Juxtlahuaca constituyen uno de los primeros ejemplos de actividad pictórica sofisticada que se conozcan en Mesoamérica hasta la fecha y también el único ejemplo de pintura rupestre mesoamericano en cavernas profundas que no se encuentra en el área maya. Las grutas de Juxtlahuaca se localizan a varios cientos de kilómetros al suroeste del área nuclear olmeca.

## Las grutas

Croquis de la Pintura 1 de las grutas de Juxtlahuaca.

Las grutas de Juxtlahuaca se localizan a 52 kilómetros al sureste de Chilpancingo de los Bravo (capital de Guerrero), en un área que fue declarada parque natural. El sistema de grutas tiene una longitud aproximada de cinco kilómetros que se recorren en un tiempo aproximado de 72 horas. 
Es un destino bastante popular entre los espeleólogos mexicanos. Se sabe de 4 expediciones que han logrado incursiones de hasta tres días llegando al final de la gruta: una, la del conocido guía de la localidad apodado como "El Chivo" en el año de 1975; otra de Arturo Lozano Hube en 1976, autor del libro El fabuloso mundo subterráneo en el Estado de Guerrero, México, y dos más encabezadas por el explorador Eduardo Llamosa Neumann, una en 1990 y otra en 1995. El sitio está abierto al público y se puede acceder a él únicamente en compañía de un guía. La pequeña cueva de Achakalli está restringida a los turistas por cuestión de seguridad.
El jardín de cristal tiene una gran belleza creada por la naturaleza en donde hacemos viajar a nuestra imaginación con la diversidad de figuras de animales, flores y árboles, de cristales transparentes de aragonita.   
Las pinturas olmecas que han hecho famoso a este sitio se encuentran en una profundidad estimada de mil trescientos metros a partir de la superficie. El acceso a la galería es difícil, y puede requerir hasta dos horas de recorrido. Algunas secciones de los pasillos que conducen al sitio se encuentran inundados parcialmente debido a la filtración de agua.

## Las pinturas

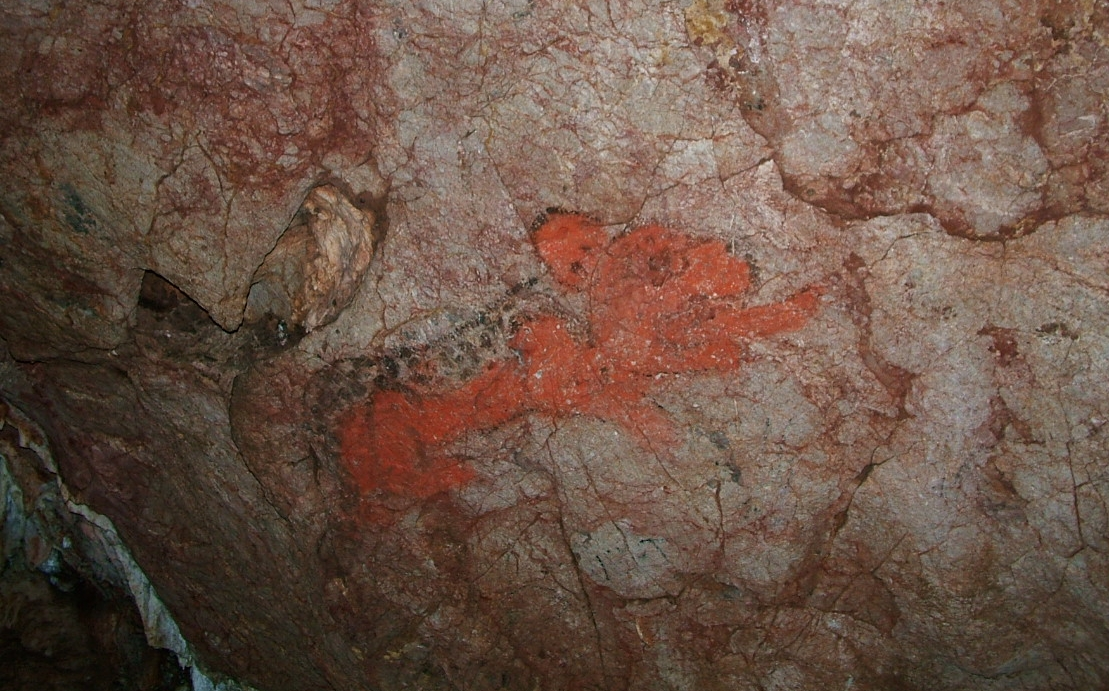
El jaguar rojo.

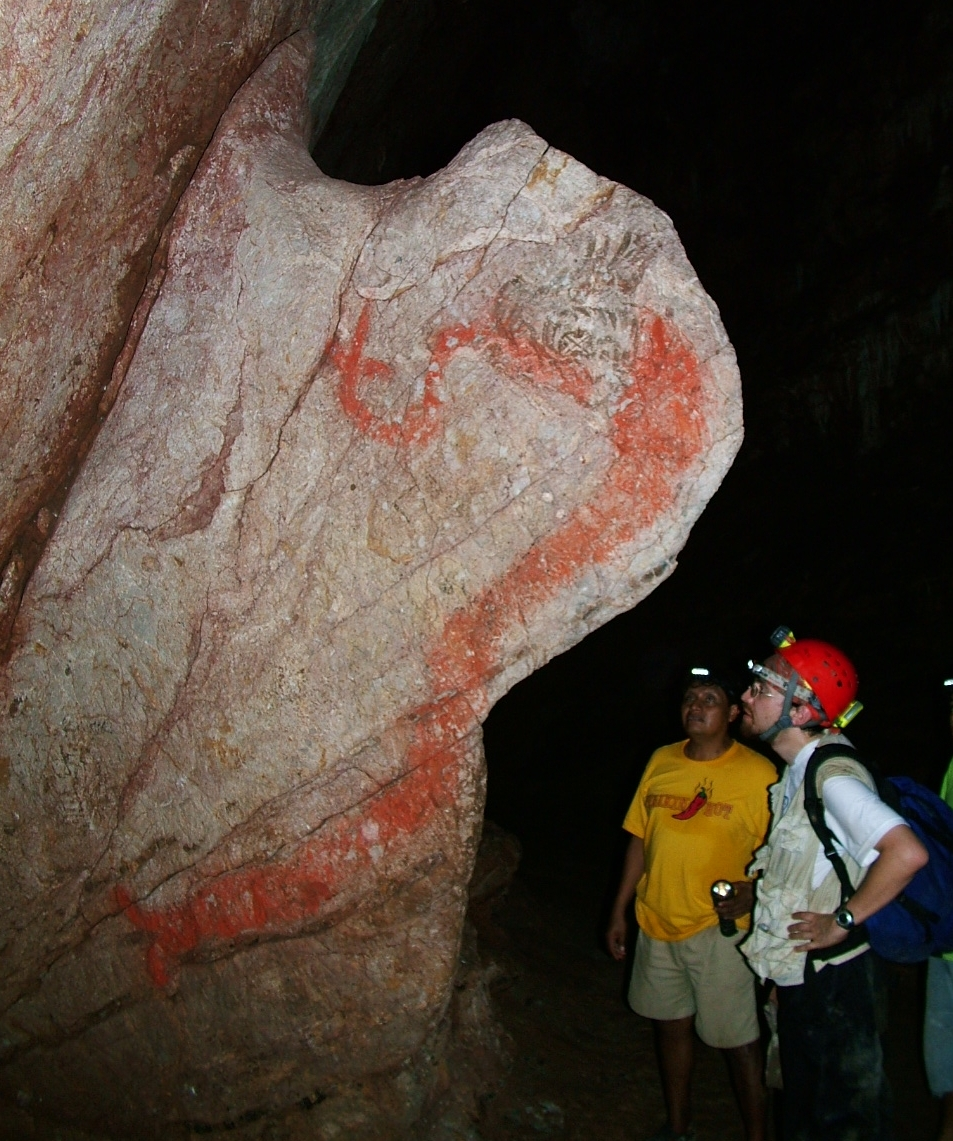
La serpiente emplumada.

La más conocida de las pinturas de Juxtlahuaca es la Pintura 1. Representa a un hombre con una larga capa negra y un elaborado tocado. Sus brazos y piernas están cubiertos por una piel de jaguar, y es posible observar que tras de él pende la cola de este animal. El personaje blande un tridente y un objeto parecido a una serpiente. Frente a él se encuentra otro personaje sedente y de menor escala, contra el que apunta estos objetos. La escena tiene una altura de dos metros, y es uno de los pocos ejemplos de representaciones iconográficas de la dominación de un hombre sobre otro que se conozca para la cultura olmeca. Algunos investigadores han considerado que la Pintura 1 de Juxtlahuaca representa una escena de sacrificio humano.
En Juxtlahuaca también se encuentra la representación de una serpiente con plumas verdes, cerca de un jaguar rojo de grandes orejas y ojos que le dan una apariencia jovial. Este diseño, interpretado como escenario ceremonial, fue descubierto en una estalagmita.
Las primeras referencias a las cuevas se remontan a la década de 1920. En 1958, el gobierno del estado de Guerrero ordenó una primera exploración de las galerías a cargo de Andrés Ortega Casarrubias. Sin embargo, las primeras investigaciones profesionales realizadas en Juxtlahuaca se realizaron en la década de 1960, a cargo de Gillett Griffin, de la Universidad de Princeton, y Carlo T. E. Gay, un empresario italiano. Michael D. Coe ha calculado que las pinturas podrían datarse en el período preclásico medio (1200-400 antes de nuestra era).
Las grutas de Juxtalhuaca no se encuentran asociadas a ningún asentamiento humano por un largo período, por lo menos hasta donde la evidencia arqueológica ha permitido saber. La ubicación del lugar plantea cuestiones de difícil resolución, especialmente al papel que jugó éste y otros sitios de Guerrero en el desarrollo de la cultura olmeca. Por mucho tiempo, se pensó que los olmecas fueron un grupo étnico que habitó sólo en el área nuclear olmeca, pero en la medida en que se ha avanzado en el conocimiento de la historia mesoamericana, algunos autores han propuesto que lo que llamamos cultura olmeca es fruto no de un solo pueblo, sino de los grupos mesoamericanos de aquella época. Las cavernas son un elemento importante en muchas obras iconográficas de estilo olmeca, encontradas en diversos sitios de Mesoamérica. Varios altares de La Venta (área del Golfo) contienen representaciones de personajes que emergen de cuevas. Lo mismo ocurre con el más conocido de los monumentos de Chalcatzingo (valle de Morelos, al norte de Guerrero).